# Telepisa Celular
Telepisa Celular foi uma operadora de telefonia celular do grupo Telebras no estado brasileiro do Piauí e subsidiária das Telecomunicações do Piauí (Telepisa). Em 1998, foi transferida para a empresa Tele Nordeste Celular, que foi privatizada e leiloada para os consórcios UGB Participações (Organizações Globo e Bradesco) e Bitel Participações (Telecom Italia) e passou a se chamar TIM Nordeste. Em 2004, a TIM Nordeste foi unificada com outras operadoras pela TIM para formar a TIM Brasil.

## História
Foi inicialmente uma superintendência, dentro da Telecomunicações do Piauí S/A (Telepisa), designada para a implantação e operação do sistema de telefonia celular no estado do Piauí.
Em 22 de maio de 1998, o governo brasileiro transferiu a estatal Telepisa Celular para a empresa Tele Nordeste Celular Participações, juntamente com a Telpe Celular, a Teleceará Celular, a Telern Celular, a Telpa Celular e a Telasa Celular.
Em 29 de julho de 1998, os consórcios UGB Participações Ltda. (de propriedade das Organizações Globo e Bradesco) e Bitel Participações S.A. (de propriedade da Telecom Italia), adquiriu no processo de privatização da Telebrás, o controle da Tele Nordeste Celular, de acordo com a Emenda Constitucional nº 8, de 15 de agosto de 1995, e a Lei Geral de Telecomunicações, que tinha como objetivos: a ampliação e a universalização dos serviços de telecomunicação. A venda da Tele Nordeste Celular assim como outras privatizações ocorridas na década de 1990 estavam alinhadas com as recomendações do Consenso de Washington.
Após ser privatizada, passou a se chamar TIM Nordeste. Em 2004, a TIM Nordeste foi unificada com outras operadoras pela TIM para formar a TIM Brasil.